# إدوارد هوغن (كاتب)
إدوارد هوغن (بالإنجليزية: Edward Hogan)‏ (1980، دربي في المملكة المتحدة)؛ روائي بريطاني. درس في جامعة إيست أنجليا.